# Enquin-lez-Guinegatte
Enquin-lez-Guinegatte é uma comuna francesa na região administrativa de Altos da França, no departamento de Pas-de-Calais. Estende-se por uma área de 20.02 km². Em 2010 a comuna tinha 1 643 habitantes (densidade: 82,1 hab./km²).
Foi criada em 1 de janeiro de 2017, a partir da fusão das antigas comunas de Enquin-les-Mines (sede da comuna) e Enguinegatte.